# 萬嫩巴赫河
51°25′58.81″N 7°18′18.84″E / 51.4330028°N 7.3052333°E

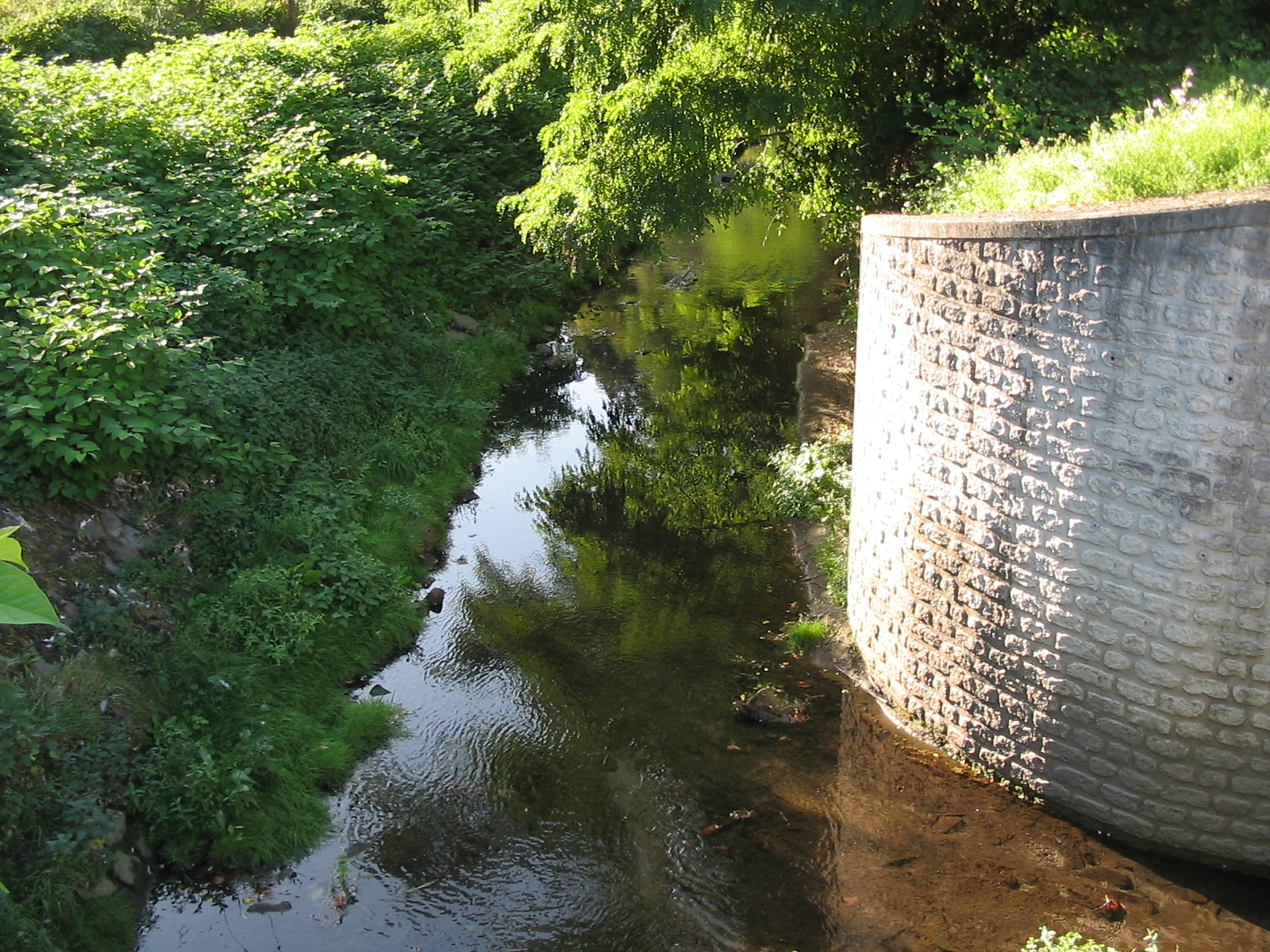

萬嫩巴赫河（德語：Wannenbach），是德國的河流，位於該國西部，處於北萊茵-威斯特法倫州，屬於魯爾河的左支流，流經多特蒙德，河道全長8.7公里，流域面積16.4平方公里。